# IF Swithiod
IF Swithiod, Switte, är en idrottsförening i Stockholm, bildad 1900. Klubben spelar i Division 1 i handboll för herrar, norra, men har även bedrivit bandy och fotboll.
Bland namnkunniga spelare som spelat i IF Swithiod kan nämnas kan nämnas Michael Apelgren.

## Historik
Klubben bildades 1900. Klubbnamnet kommer av Svitjod, som betydde Svea rike på vikingatiden vilket är detsamma som nuvarande Svealand. Gauthiod betyder således Göta rike och därmed också Götaland.